# Байрак, Митхат
Митхат Байрак (тур. Mithat Bayrak, 3 марта 1929, Адапазары ила Сакарья, Турция — 20 апреля 2014) — турецкий борец, двукратный чемпион Олимпийских игр.

## Спортивная карьера
С 1948 г. начал заниматься борьбой в клубе «Сакарья Гюнеш». Вскоре стал членом национальной сборной Турции, тренировался у таких известных наставников как Газанфер Бильге, Мехмет Октав, Хусейн Эркмен и Джеляль Атик.
Его первым стартом на крупном международном турнире стало участие на Средиземноморских Играх в Барселоне (1955), где он занял пятое место в полусреднем весе. Но уже через год борец завоевал золотую медаль Олимпийских играх в Мельбурне (1956). В 1959 году он стал серебряным призёром Балканских игр в Стамбуле и Средиземноморских игр в Бейруте, а в 1960 году вновь стал олимпийским чемпионом в Риме (1960). На своей третьей Олимпиаде в Токио (1964) он выбыл из турнира, не потерпев ни одного поражения, два поединка закончились вничью.
В 1960 году признан «Спортсменом года» в Турции.
Завершив в 1961 г. свою международную карьеру, он эмигрировал в ФРГ, где поселился в Виттене и ещё почти на протяжении 20 лет боролся за клуб «KSV Witten 07». Впоследствии работал тренером в этом клубе. Владел вместе с женой рестораном в Виттене. Сын спортсмена стал тренером юниоров в «KSV Witten 07».
В сентябре 2011 г. за свои спортивные достижения был введен в Зал славы FILA.